# 小瀝源

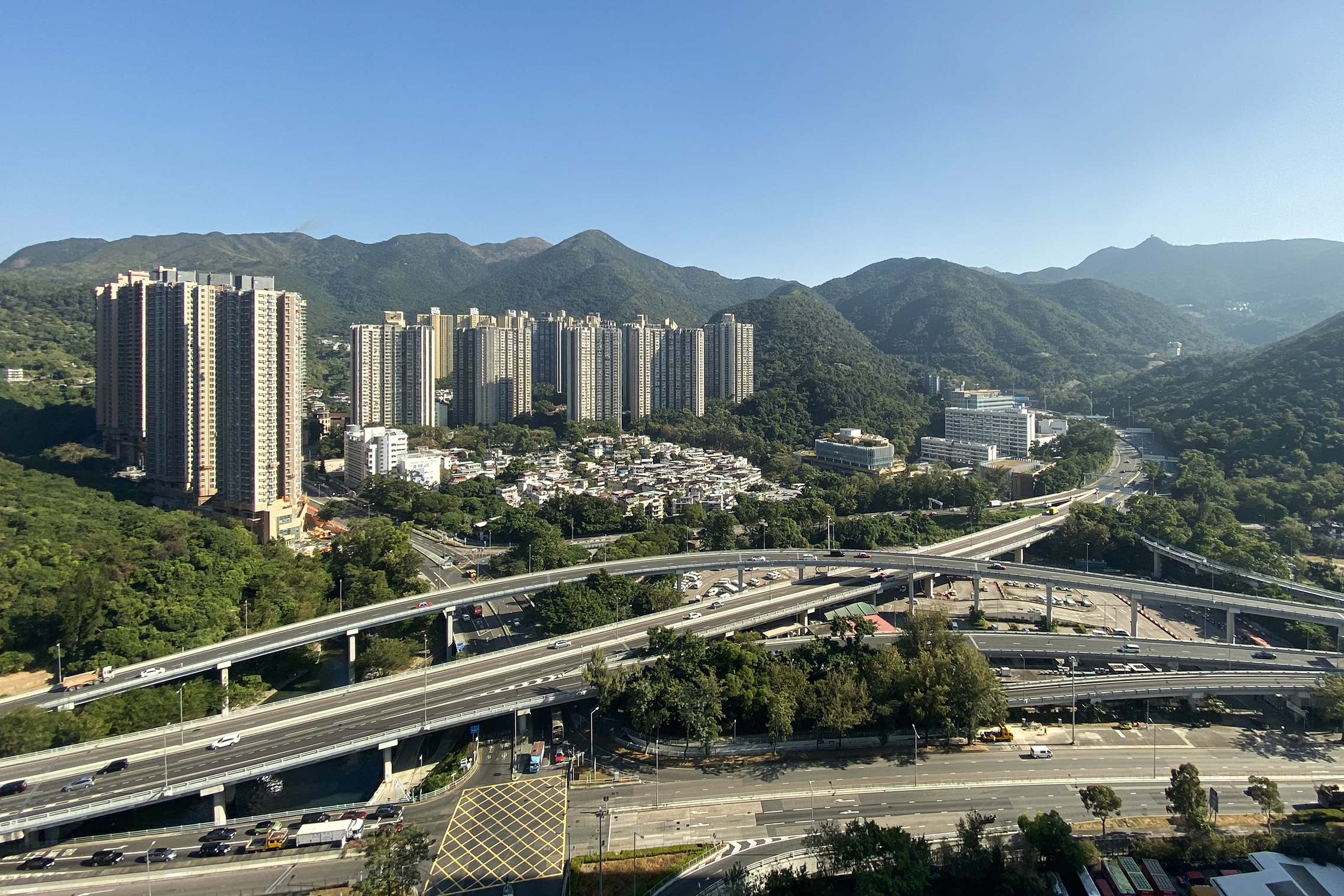
小瀝源（2019年）

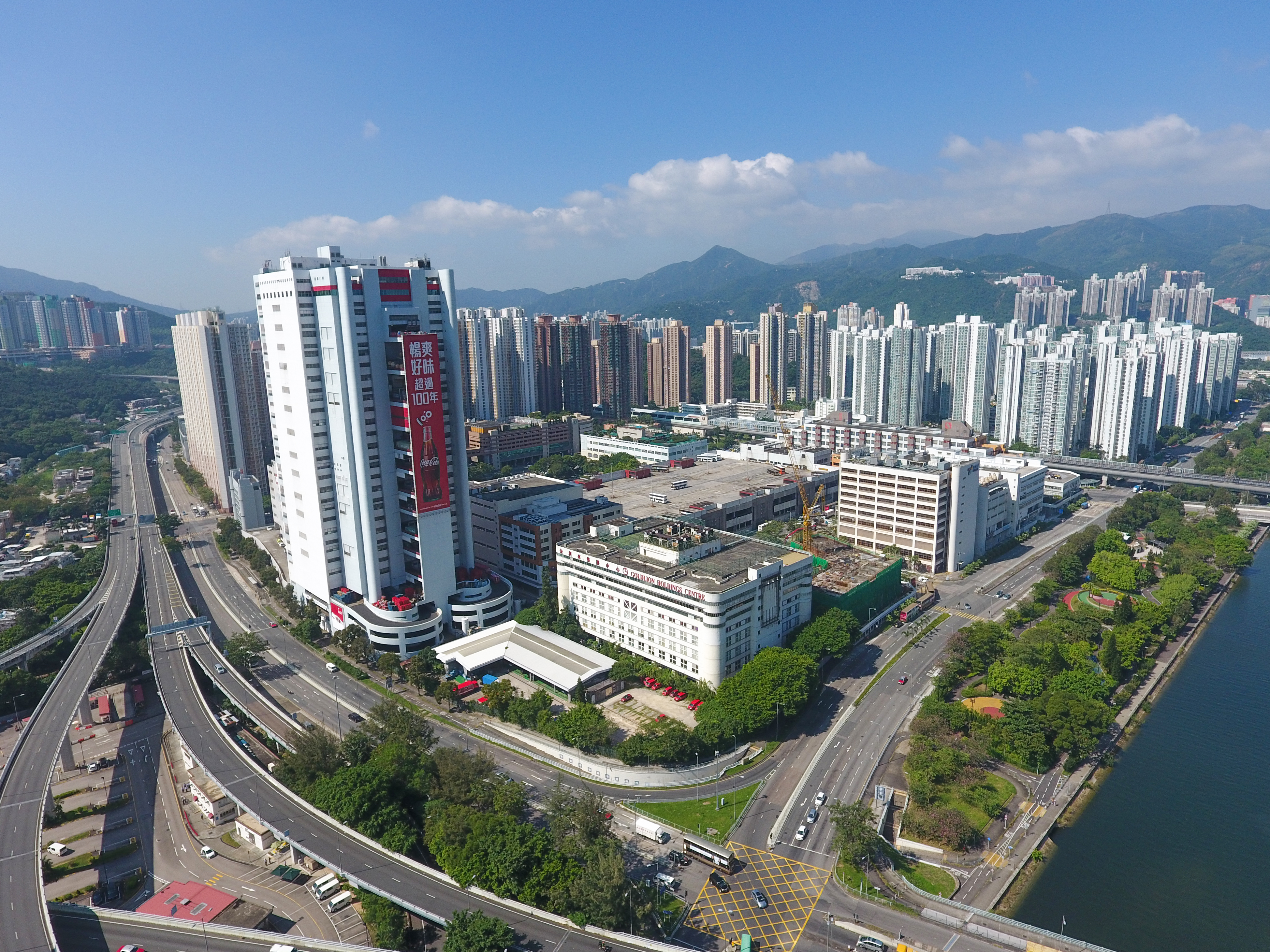
小瀝源工業區佔地7.5公頃

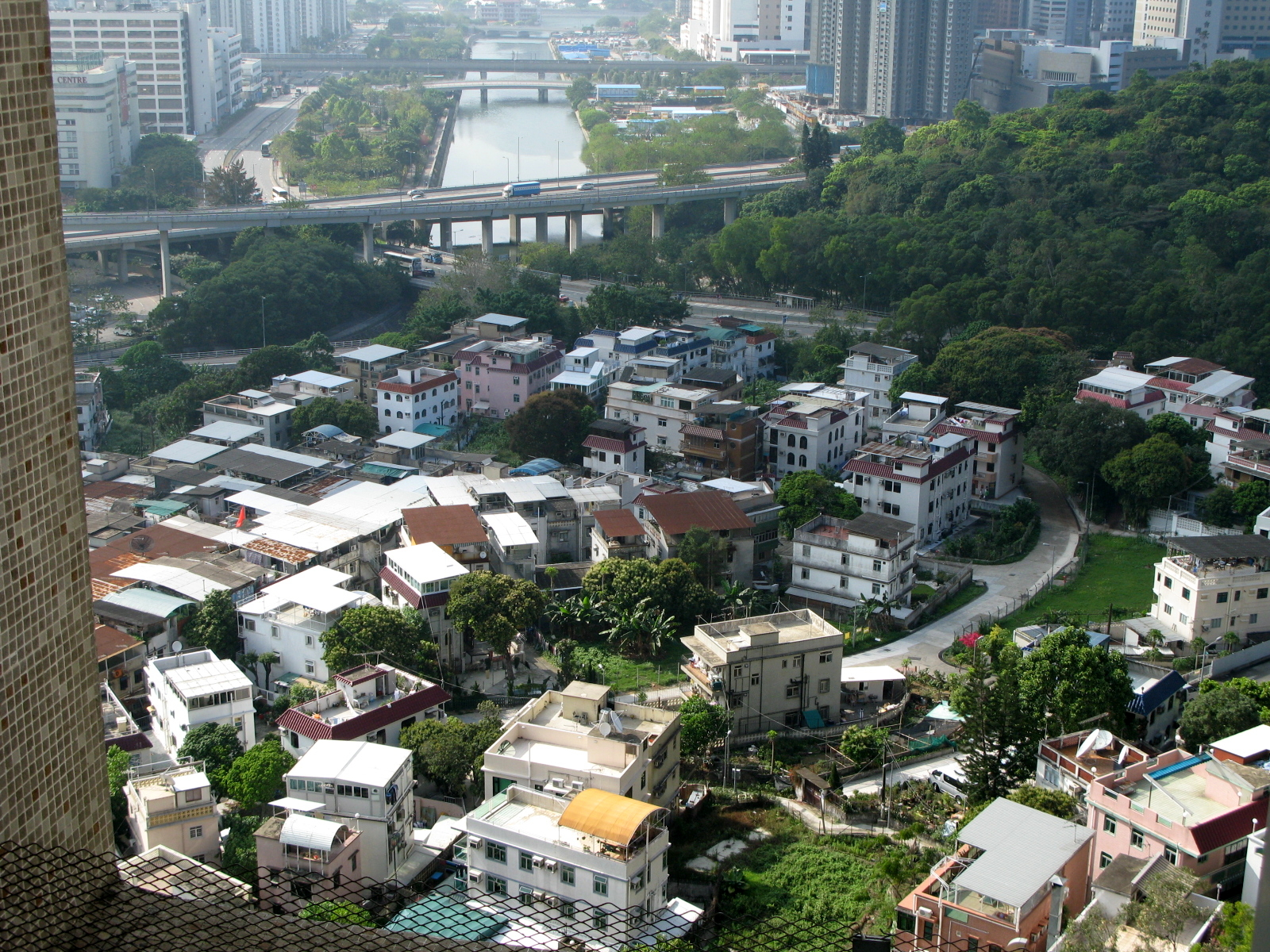
小瀝源北約

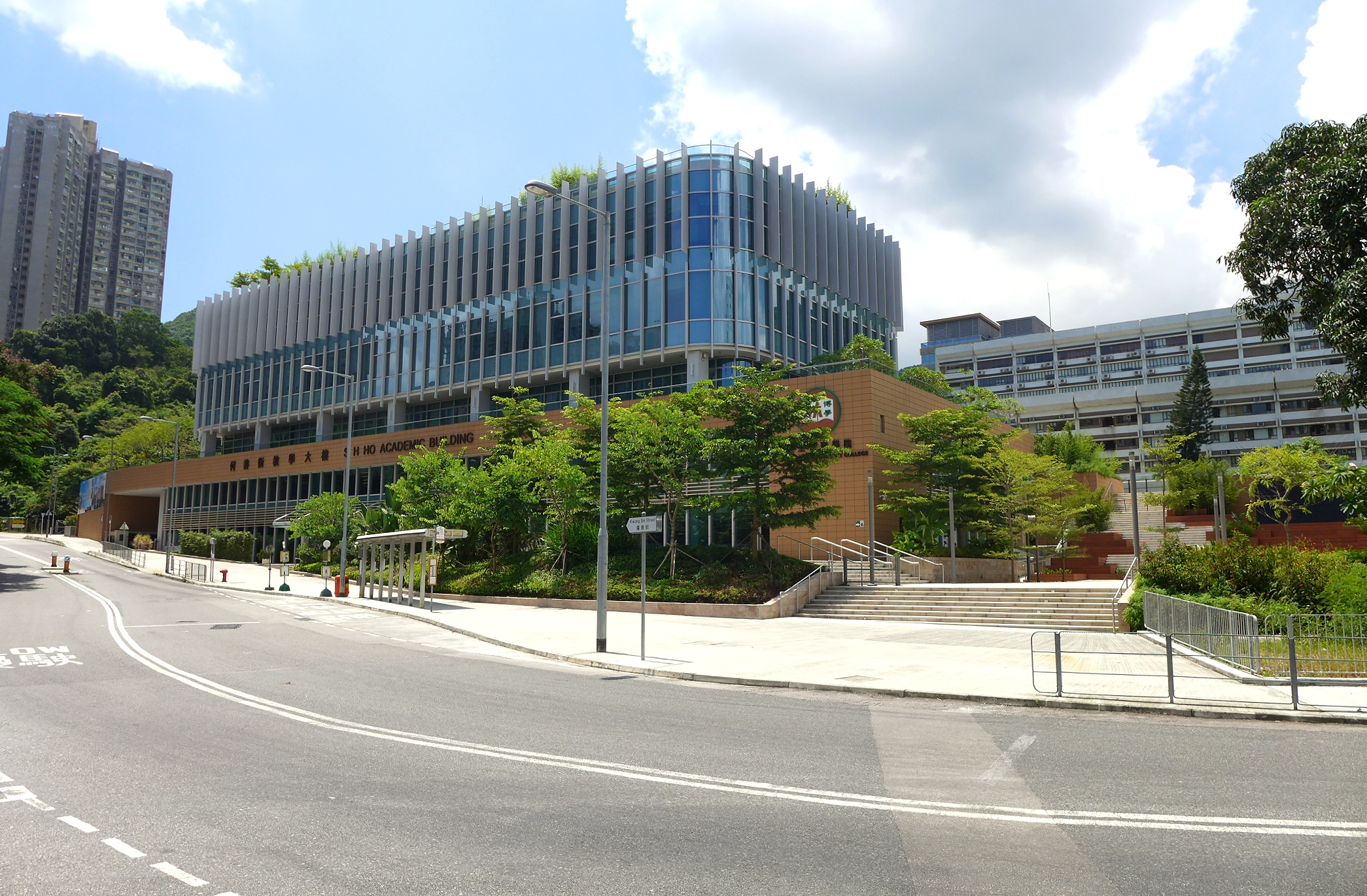
香港恒生大學

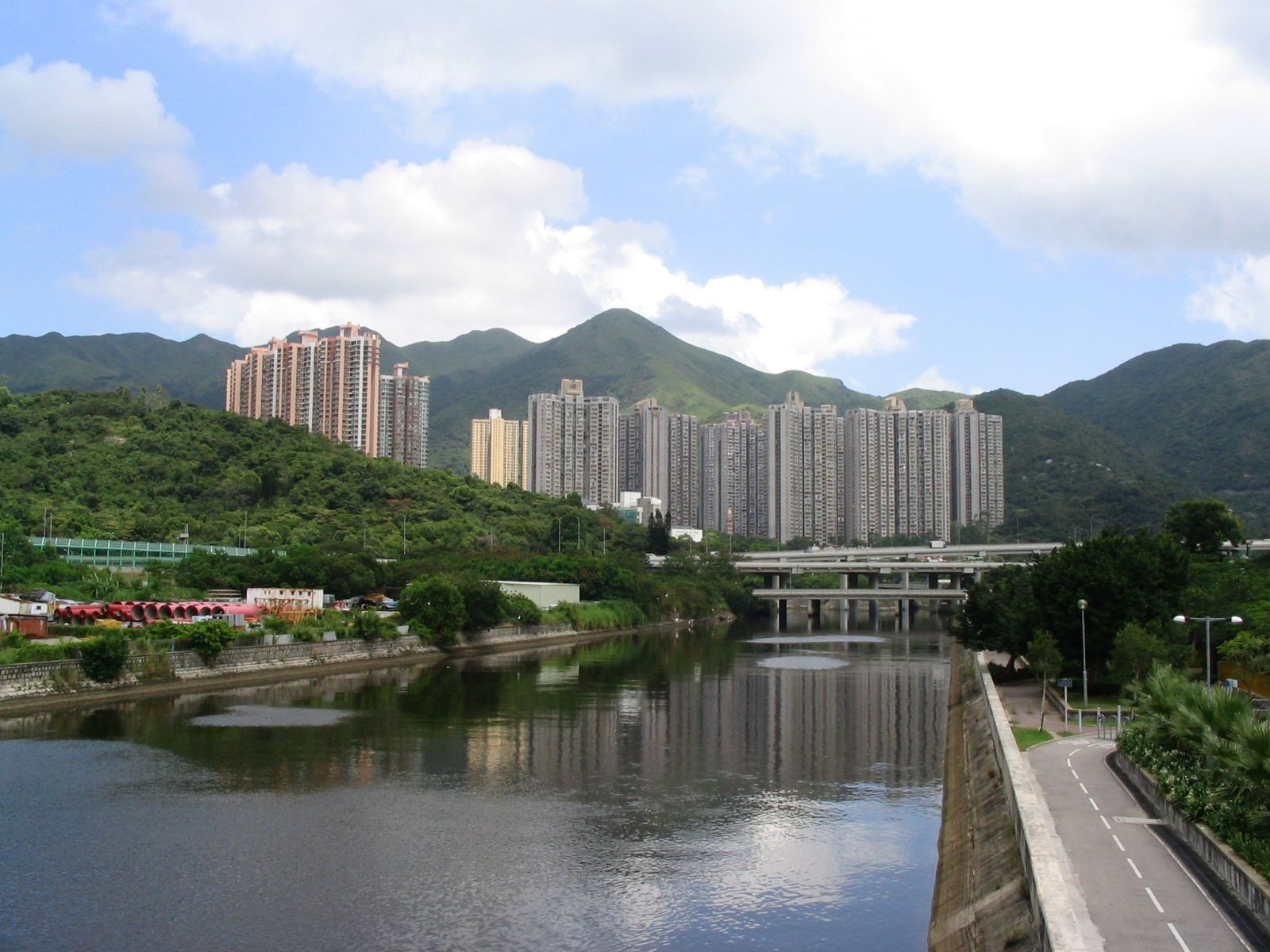
小瀝源（2004年）

小瀝源（英語：Siu Lek Yuen）位於香港新界東沙田區，西面向圓洲角，其餘三面被馬鞍山郊野公園包圍。在1899年英國接管新界前，沙田原稱「瀝源」，得名於城門河清澈的河水，小瀝源是位於城門河流域「瀝源」附近的一個較小的河谷地，同樣流着清澈的河水，故稱「小瀝源」。

## 地理
小瀝源本為沙田海旁的淺灘，花心坑和馬麗口坑等地的溪流在小瀝源直接注入沙田海，但隨著政府在沙田發展新市鎮，小瀝源對開的沙田海已被填海造地並發展成為石門商業區；而政府則在當地原爲溪流出海口的位置向城門河人工河道的方向修築了約長1公里的小瀝源渠以供排污洩洪之用。
而在靠近女婆山的西南部山坡，於1960年代中起開採石礦，是為女婆山石礦場。該石礦場於1995年關閉，但開採的痕跡至今仍清晰可見。

## 屋苑及鄉村
小瀝源位於沙田的東南陲，以平房區為主，由南部的牛皮沙村至北端的花心坑村均屬小瀝源的範圍，沙田九約中的小瀝源約便是由小瀝源區內附近村落所組成的，包括小瀝源（蔡姓為主的雜姓客家村）、插桅杆（詹姓的客家村）、十二笏（曾姓的客家村）、牛皮沙（李姓的客家村）、大藍寮（劉姓的客家村）、石古壟（許姓的客家村）、黃泥頭（鄭姓的客家村）、觀音山（王姓的客家村）、芙蓉別（丘姓的客家村）、茂草岩（鄭姓的客家村）、老鼠田（鄭姓的客家村）、南山（黎姓的客家村）、花心坑（葉姓的客家村）、梅子林（吳姓的客家村）。
南邊的愉翠苑雖位於小瀝源警署對面，但由於愉翠苑原址是圓洲角安置區，故屬圓洲角的範圍。政府於1980年代末期發展小瀝源，先建有公共屋邨廣源邨，後再發展廣林苑及康林苑。其中康林苑的海泓閣及怡景閣是政府委托香港房屋委員會代為興建的政府宿舍，而廣林苑在發展時是定位為公共屋邨，其後改為居者有其屋出售，私人屋苑帝堡城則由新鴻基地產發展建成。而政府決定復建新居屋後，香港房屋協會於2016年推出在帝堡城以西的綠怡雅苑，並於2020年入伙。

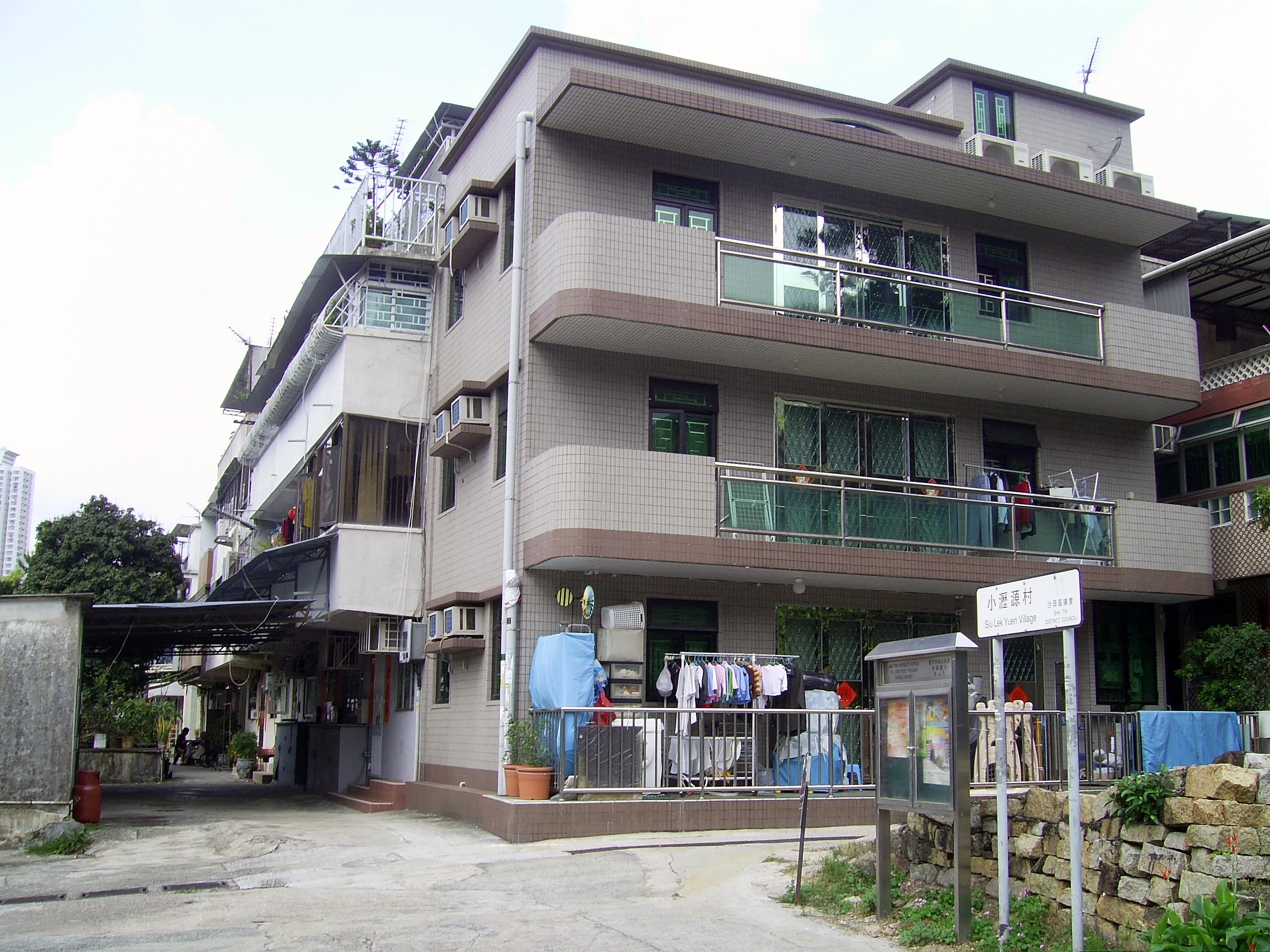
小瀝源村
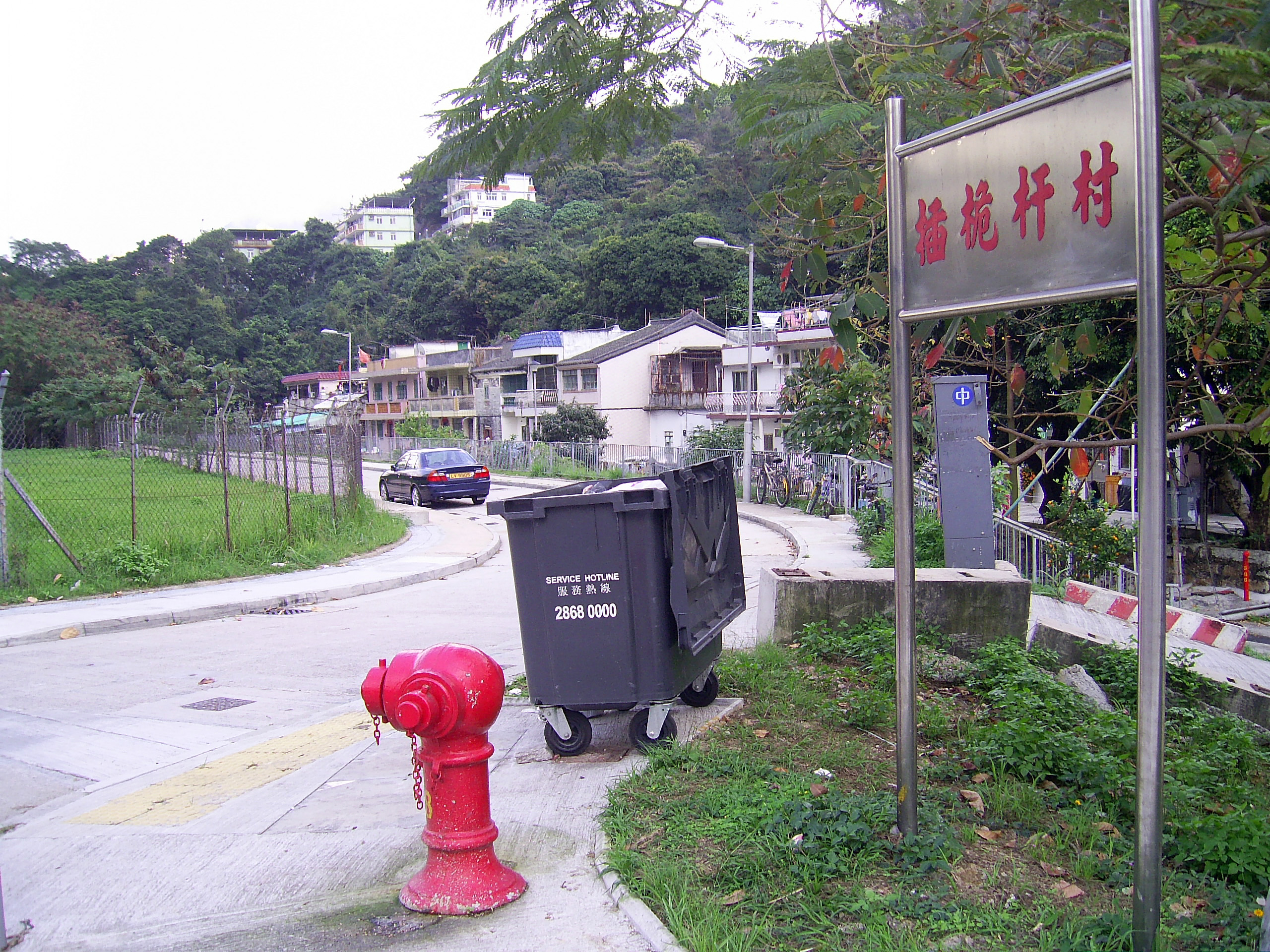
插桅杆村
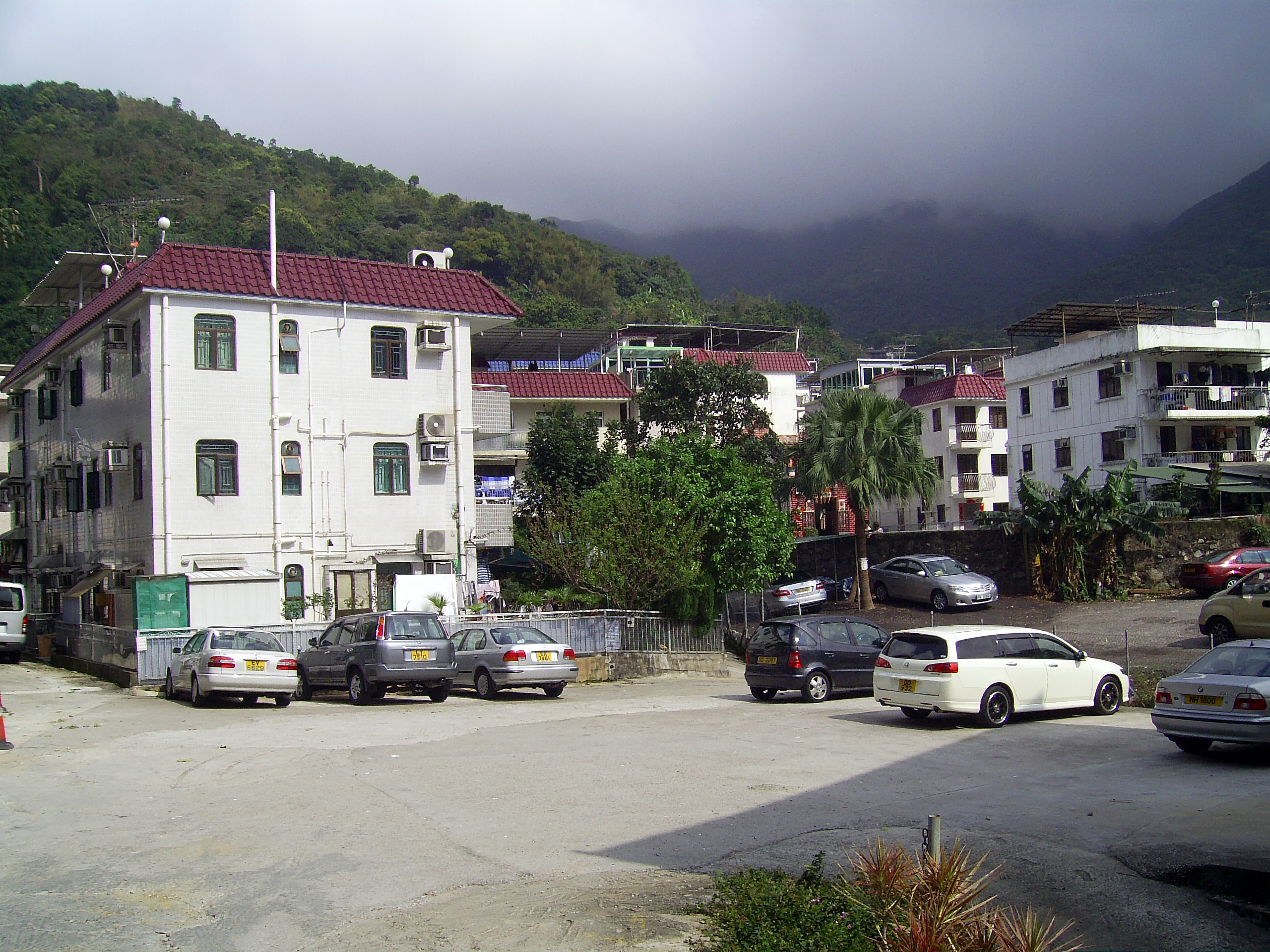
大藍寮村
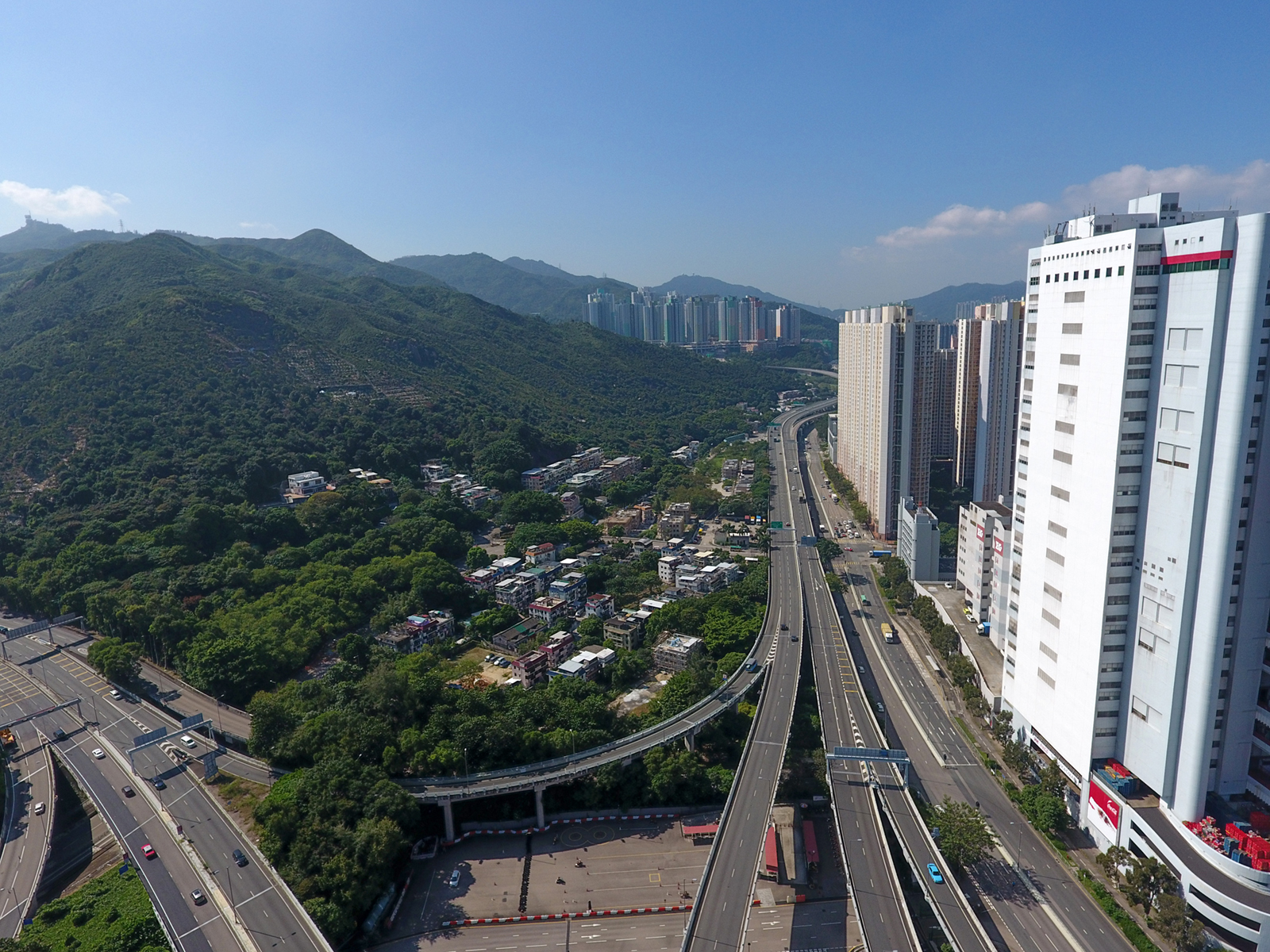
牛皮沙村

## 建築
為改善新界東往來九龍東及港島的交通及應付區內在1988至90年間增長迅速的人口，政府興建大老山隧道連接九龍東及沙田，九龍東入口位於黃大仙區鑽石山，而沙田入口則位於小瀝源南部，鄰近香港恒生大學。
小瀝源工業區有兩座著名的工廠，分別為太古飲料控股及金利來。而當中的都會廣場是區內著名的宗教場所亦是日本廠商麒麟啤酒大中華分部，以基督教為主的宗教機構佔用多達三分一的樓面面積（因而有「教會大廈」之稱）。另外香港恒生大學亦位於小瀝源，坐落於馬麗口坑下游的行善里，毗鄰廣源邨，由廣源邨步行至香港恒生大學只需5分鐘。
區內有兩條環保教育徑，山下及山上段分別位於廣源邨內及花心坑集水區。此兩條環保教育徑是由沙田循道衛理小學的師生於1995年建成的，並曾經取得獎項；惟日久失修，現在山上及山下段均已荒廢。

## 區議會議席分佈
為方便比較，以下列表主要以沙瀝公路大老山公路以南為範圍。
| 年度/範圍                    | 2000-2003 | 2004-2007 | 2008-2011 | 2012-2015 | 2016-2019 | 2020-2023 | 2024-2027  |
| ---------------------------- | --------- | --------- | --------- | --------- | --------- | --------- | ---------- |
| 廣源邨                       | 廣源選區  | 廣源選區  | 廣源選區  | 廣源選區  | 廣源選區  | 廣源選區  | 沙田東選區 |
| 廣林苑及康林苑               | 廣康選區  | 廣康選區  | 廣康選區  | 廣康選區  | 廣康選區  | 廣康選區  | 沙田東選區 |
| 黃泥頭村                     | 碧湖選區  | 廣康選區  | 廣康選區  | 廣康選區  | 廣康選區  | 廣康選區  | 沙田東選區 |
| 帝堡城及綠怡雅苑             | 碧湖選區  | 廣康選區  | 廣康選區  | 廣康選區  | 廣康選區  | 帝怡選區  | 沙田東選區 |
| 牛皮沙村、插桅桿村及小瀝源村 | 碧湖選區  | 愉欣選區  | 愉欣選區  | 愉欣選區  | 愉欣選區  | 愉欣選區  | 沙田東選區 |

## 交通
港鐵
- █  屯馬綫：第一城站、石門站（步行約15－20分鐘）

巴士、專線小巴
- 黃泥頭公共運輸交匯處
- 廣源巴士總站
- 愉翠苑公共運輸交匯處（步行約15－20分鐘）

巴士
- 大老山隧道（步行約15－20分鐘）

## 相關
- 香港恒生大學
- 黃泥頭
- 香港駕駛學院沙田安全駕駛中心
- 廣源邨
- 帝堡城
- 綠怡雅苑
- 培基書院
- 沙田九約
- 花心坑
- 環保教育徑
- 小瀝源渠
- 小瀝源路遊樂場

## 外部連結
- 沙田·香港：小瀝源